# Orde van de Rode Ster (Tsjecho-Slowakije)

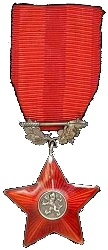
Lint

De Orde van de Rode Ster (Tsjechisch: Řád rudé hvězdy) werd in 1955 ingesteld door de regering van Tsjecho-Slowakije. De orde beloonde "bijzondere verdienste voor de landsverdediging, de bevordering van de weerbaarheid en goede diensten in leger en politie. Deze orde werd na het opheffen van Tsjecho-Slowakije in 1990 opgeheven en zij komt niet voor in de lijst van onderscheidingen van Tsjechië of Slowakije. Men mag haar nog wel dragen.
Het lint van de orde is rood met donkerrode biezen en middenstreep. Het kleinood is een rode vijfpuntige zilveren ster met een klein centraal medaillon met de Boheemse leeuw. Het kleinood is met het lint verbonden door een beugel met lindebladen en een klein zwaard. Het zwaard illustreert het militaire karakter van de onderscheiding; in de communistische dictatuur was ook de politie op militaire wijze georganiseerd.